# 凱撒山 (皇帝山脈)
47°33′29″N 12°18′06″E / 47.55806°N 12.30167°E

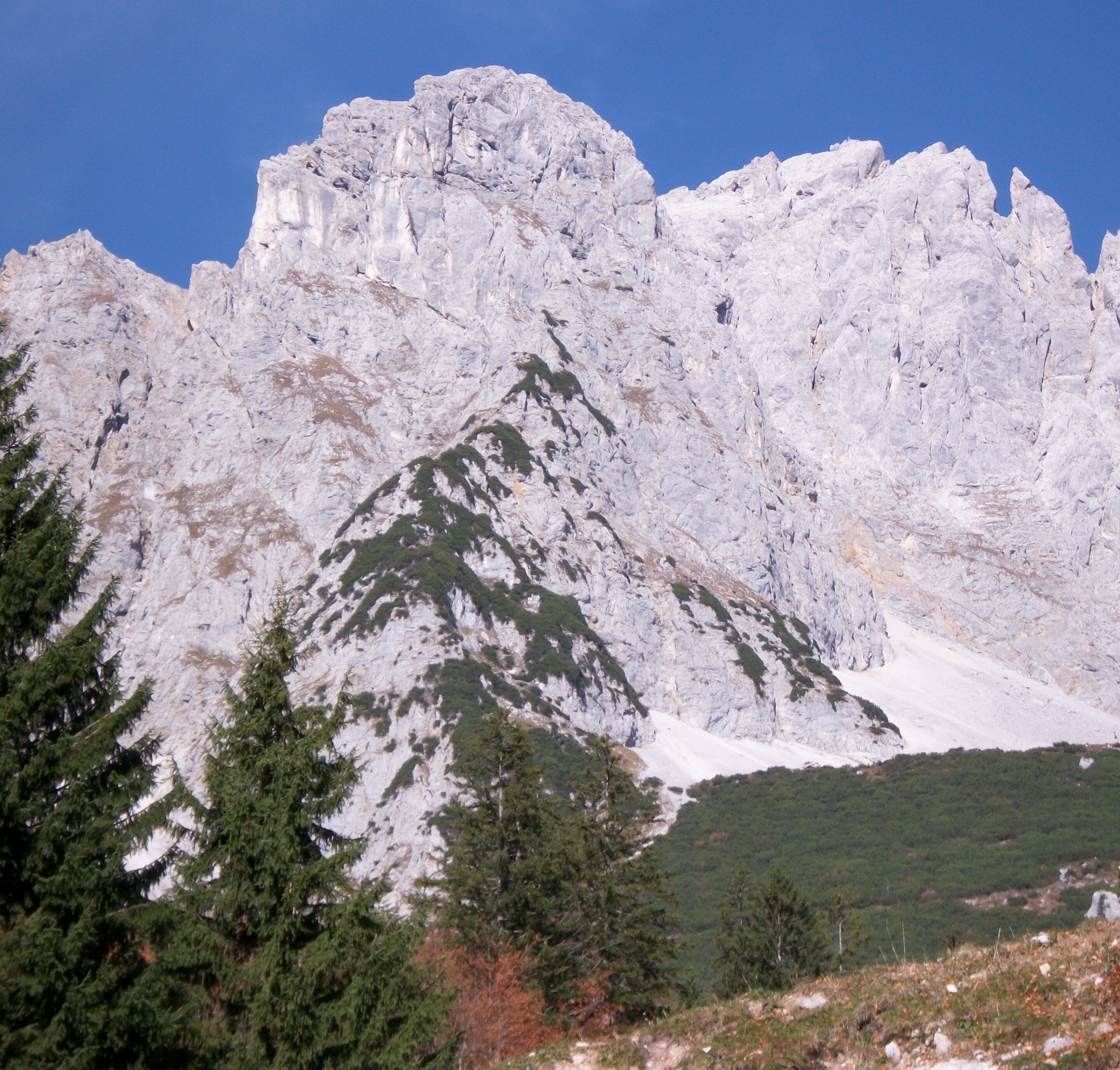

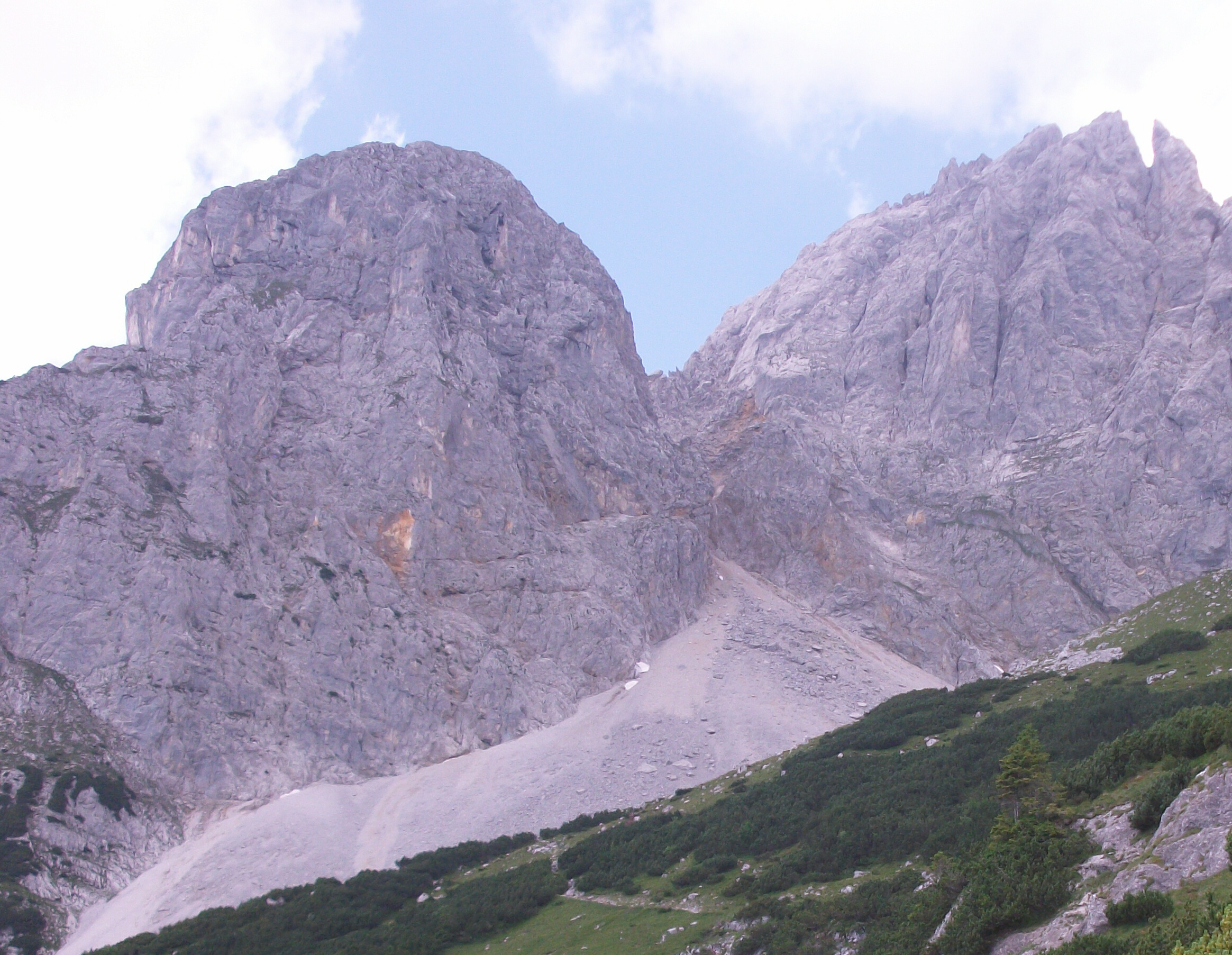

凱撒山（德語：Kaiserkopf），是奧地利的山峰，位於該國西部，由蒂羅爾州負責管轄，屬於皇帝山脈的一部分，距離埃爾毛爾哈爾特山0.3公里，海拔高度2,171米。